# Aarón Rodríguez Contreras
Aarón Rodríguez Contreras (18 de abril de 1966) es un botánico y profesor mexicano. Es ingeniero agrónomo egresado de la Universidad de Guadalajara, y posee un doctorado en Ciencias (Botánica) por la Universidad de Wisconsin-Madison, EE. UU.
Es investigador en el Departamento de Botánica y Zoología, del "Centro Universitario de Ciencias Biológicas y Agropecuarias" de la Universidad de Guadalajara.

## Obras
Rodríguez, A. 2003. Reseña bibliográfica: State of the world’s forests 2001. de Vinculación y Ciencia 11: 68-70
Rodríguez, A., L. Ortiz-Catedral y E. Heaton. 2003. Tres nuevas localidades de tigridias endémicas de México: (Tigridieae: Iridaceae) a new species from Mexico. Acta Botanica Mexicana 64: 31-36
Rodríguez, A. y L. Ortiz-Catedral. 2003. Nuevas localidades de tigridias mexicanas: . Acta Botanica Mexicana 62: 1-8
Rodríguez, A. y L. Ortiz-Catedral. 2003. Nuevos registros de iridáceas mexicanas. Boletín del Instituto de Botánica 9(1-2): 25-36. . Ibugana 10(1-2): 61-66
Rodríguez, A. y D. M. Spooner. 2002. Subspecies boundaries of the wild potatoes (Solanaceae), a new species from Mexico. Novon 12: 245-248
Rodríguez, A. y L. Ortiz-Catedral. 2001. La tribu Tigridieae (Iridaceae) en México. Scientia Cucba 3: 123-136
Vargas, O. y A. Rodríguez. 2001. Diversidad de la familia Solanaceae en el estado de Jalisco, México. Scientia Cucba 3: 85-92
- Aarón Rodríguez Contreras, ofelia vargas Ponce. 2001. Nuevos registros de Solanum L. (Solanaceae) para el Bajío y regiones adyacentes. Acta Botanica Mexicana 56: 1-8

- ---------------------. 2000. Cultivos transgénicos. De Vinci 3: 1-88

- La abreviatura «Aarón Rodr.» se emplea para indicar a Aarón Rodríguez Contreras como autoridad en la descripción y clasificación científica de los vegetales.[3]